# Prairie Dog State Park
Der Prairie Dog State Park ist ein Erholungsgebiet im Norton County des US-Bundesstaates Kansas. Der 460 ha große State Park befindet sich am Nordufer des künstlich aufgestauten 480 ha umfassenden Keith Sebelius Reservoir. Namensgebend war bei der Eröffnung 1967 der Prairie Dog Creek, denn damals gab es schon längere Zeit keine Schwarzschwanz-Präriehunde mehr. Jahrelange Versuche der Auswilderung und Wiederansiedlung schlugen fehl, bis 1982 von selbst ein Pärchen einwanderte, sich im Parkgelände niederließ und vermehrte. Die Bauten der Präriehunde sind inzwischen auf einer Fläche von rund 15 ha.
Weiterhin können im Park auch Weißwedelhirsche, Dachse, Präriewölfe ebenso wie Truthähne, Fasane und Baumwachteln angetroffen werden. Im Stausee darf geangelt werden, unter anderem nach Schwarzbarsch, Glasaugenbarsch, Streifenbarsch, Crappie (pomoxis), Welse und Kanadischer Zander.
Zum historischen Gebäudebestand im Park gehört das älteste Adobehaus von Kansas aus dem Jahr 1890. Es kann ebenso besichtigt werden wie das Gebäude einer Einklassenschule, das aus dem gleichen Zeitraum stammt.
Die Infrastruktur besteht unter anderem aus einem Naturlehrpfad mit Schautafeln, einem Badestrand, mehreren Picknickplätzen und Campingmöglichkeiten. Der Park ist über den U.S. Highway 36 westlich von Norton erreichbar.